# Rättvisa

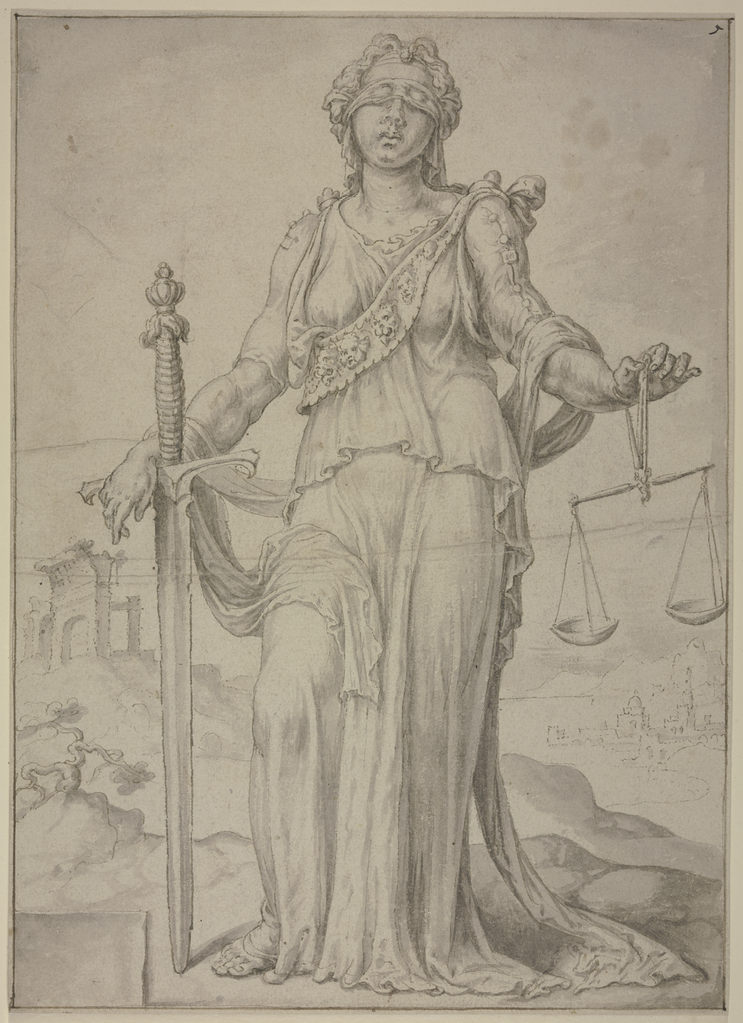
‘’Justitia’’ (Maarten van Heemskerk, 1556).

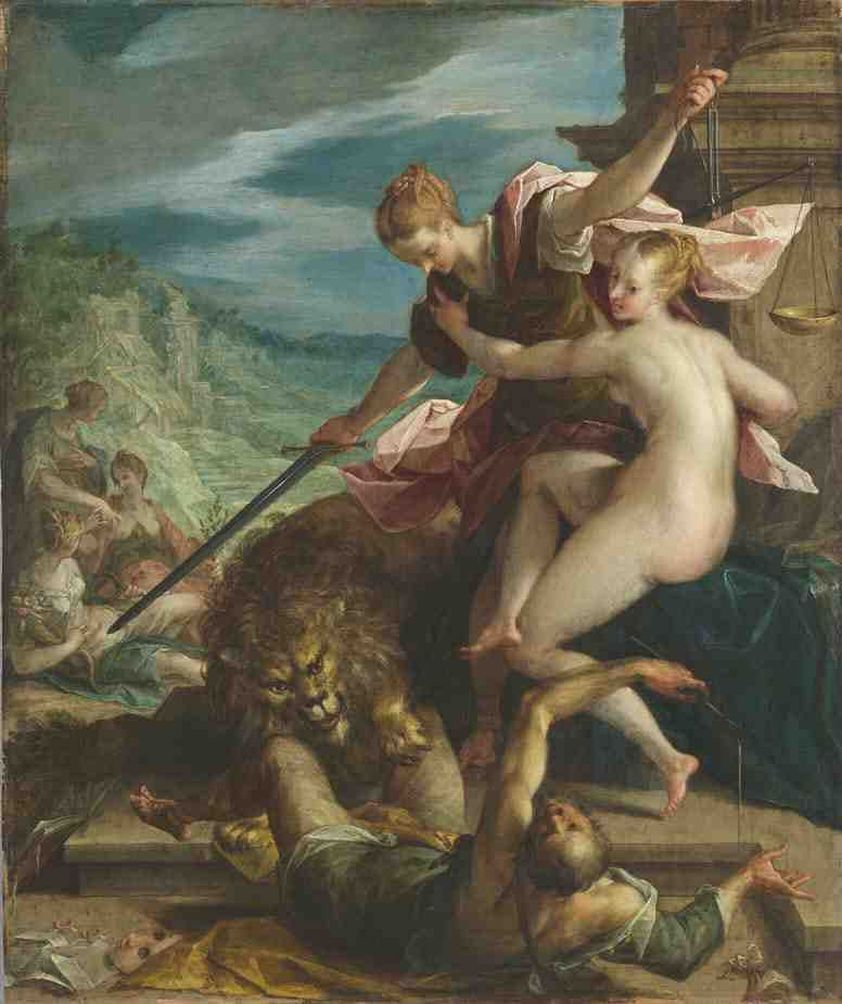
Hans von Aachen, Allegory eller The Triumph of Justice (1598).

Rättvisa är en central idé inom filosofi, juridik, politik och religion. Den saknar en tydlig, gemensam definition men handlar ofta om att balansera rättigheter och skyldigheter. Rättvisa kan tolkas på olika sätt, från juridiska regler om likabehandling och rättssäkerhet till religiösa idéer om moral och högre värden. En distinktion görs ofta mellan distributiv rättvisa, som rör fördelning av resurser och möjligheter, och retributiv rättvisa, som handlar om att hantera brott och skador genom proportionerlig belöning eller bestraffning.
Filosofiska och politiska teorier om rättvisa inkluderar klassiska perspektiv som jämlikhet, liberalism och kommunitarism, men också nyare idéer som intersektionalitet och postkolonialism.
Synen på rättvisa skiljer ofta politisk höger och vänster. Högern lyfter fram frihet, ägande och merit, medan vänstern betonar jämlikhet och social rättvisa.
Rättvisa är också centralt i globala frågor, såsom mänskliga rättigheter, rättvis fördelning av resurser, hållbar användning av naturresurser och andra miljörelaterade utmaningar.

## Ideologiska perspektiv på distributiv rättvisa
Rättvisa är ett begrepp som tolkas och tillämpas olika beroende på ideologisk utgångspunkt. Genom historien har filosofer och politiska tänkare utvecklat olika teorier för att definiera vad som är rättvist, och dessa idéer har i sin tur format samhällen och institutioner. Ideologiska perspektiv på distributiv rättvisa reflekterar olika värderingar och prioriteringar, från jämlikhet och social rättvisa till individuell frihet och samhälleliga traditioner. De klassiskt ideologiska perspektiven, såsom liberalism och egalitarism, har format många av dagens samhällsinstitutioner, men har också mött kritik från mer samtida teorier som belyser globala och strukturella orättvisor. Tillsammans belyser dessa perspektiv de skilda sätt som rättvisa kan förstås och praktiseras i olika sammanhang.

### Klassiskt ideologiska perspektiv

#### Egalitära perspektiv
Egalitära idéer eftersträvar att minska ojämlikhet och skapa mer jämlika samhällen. Dessa perspektiv förknippas ofta med politisk vänster, till exempel socialismen, och inkluderar synen att en rättvis fördelning av resurser och makt är central för social rättvisa. Filosofen John Rawls teori om rättvisa som skälighet är en av de mest inflytelserika inom modern moralfilosofi och ligger ofta till grund för socialliberala perspektiv på rättvisa. Rawls argumenterar för att sociala och ekonomiska ojämlikheter endast kan rättfärdigas om de gynnar de sämst ställda i samhället. Även Karl Marx har varit en viktig influens för de egalitära rättviseperspektiven, särskilt i sitt fokus på klasskamp och upphävandet av privat ägande av produktionsmedlen.

#### Liberala perspektiv
Liberalismen är en bred ideologi som betonar individens frihet och rättigheter, men också innefattar olika synsätt på rättvisa. Socialliberalismen, som redan nämnts under egalitära perspektiv för sitt fokus på jämlikhet, är en betydande gren även av liberalismen som strävar efter att balansera social rättvisa med individuell frihet. John Rawls idé om rättvisa som skälighet har haft stort inflytande inte bara på socialliberalismen utan även på andra teorier som betonar sociala kontrakt och jämlikhet.. Han framhåller vikten av att skydda individuella friheter samtidigt som samhällets resurser omfördelas för att gynna de sämst ställda.
Libertarianismen, som också är en gren av liberalismen, betonar istället minimal statlig inblandning och maximalt skydd för individens äganderätt och självbestämmande. Filosofen Robert Nozick menar att omfördelning av resurser endast är rättvis om den sker genom frivilliga överenskommelser. Filosofen och nationalekonomen Murray Rothbard utvecklade libertarianismens idéer genom att betona frivillighet som rättvis grund för alla mänskliga interaktioner.
Inom nyliberalismen har marknadens frihet och avregleringar framhävts som vägar till rättvisa. Dessa idéer bygger på principen om avtalsfrihet, där rättvisa ses som resultatet av att individer och företag fritt kan ingå avtal utan statlig inblandning. Förespråkarna menar att frivilliga avtal är både rättvisa och effektiva sätt att fördela resurser i samhället.

#### Kommunitaristiska perspektiv
Kommunitaristiska perspektiv framhäver vikten av samhälleliga band, gemensamma värderingar och traditioner för att uppnå rättvisa. Till skillnad från liberala idéer, som prioriterar individens frihet, ser kommunitarister rättvisa som en funktion av gemenskapens intressen och sociala sammanhang. Filosofen Alasdair MacIntyre argumenterar för att rättvisa inte kan förstås utan att beakta de historiska och kulturella kontexter som formar våra moraliska värderingar. Kommunitaristiska idéer har haft stort inflytande på konservatismens syn på rättvisa, särskilt genom att framhäva vikten av stabilitet och samhälleliga institutioner.

### Kritiska perspektiv

#### Kritisk teori och rättvisa
Kritisk teori, med rötter i Frankfurtskolan, undersöker hur ekonomiska, kulturella och sociala maktstrukturer formar våra uppfattningar om rättvisa. Tänkare som Theodor Adorno och Herbert Marcuse har argumenterat för att moderna samhällen ofta reproducerar ojämlikheter genom dolda ideologiska processer, såsom konsumtionskultur, kapitalism och mediemakt.
Kritisk teori ifrågasätter idén om rättvisa som ett neutralt koncept och menar att det ofta används för att legitimera den nuvarande ordningen. Den utgår från att rättvisebegrepp är historiskt och kulturellt situerade och syftar till att synliggöra och motverka de maktstrukturer som upprätthåller ojämlikhet. Denna ansats har influerat samtida rörelser som kritisk rasteori, feministisk teori och andra studier av makt och rättvisa.

#### Intersektionella perspektiv
Intersektionella perspektiv bygger vidare på den kritiska teorins analys av makt och förtryck, men fokuserar specifikt på hur olika former av ojämlikhet samverkar. Teorin, utvecklad av forskare som Kimberlé Crenshaw, framhäver att kategorier som kön, etnicitet, klass och sexualitet inte kan analyseras separat, eftersom de tillsammans skapar unika former av förtryck och orättvisor.
Med dessa perspektiv ses rättvisa som en strävan att hantera och erkänna komplexa maktstrukturer som patriarkala, rasistiska och kapitalistiska system. Ett exempel är att synliggöra hur en svart kvinna kan utsättas för både sexism och rasism på sätt som skiljer sig från upplevelserna hos vita kvinnor eller svarta män. Teorin har haft stort inflytande inom feministisk forskning, antirasism och andra sociala rörelser som syftar till att motverka flera samtidiga former av diskriminering.

#### Postkoloniala perspektiv
Postkoloniala perspektiv ifrågasätter vissa klassiskt ideologiska rättviseperspektiv, såsom liberalismens fokus på individuella rättigheter och egalitarismens betoning på jämlikhet inom statliga gränser, för att utgå från västerländska normer och ofta bortse från globala maktstrukturer som kolonialism och imperialism.. Tänkare som Frantz Fanon och Gayatri Spivak lyfter fram hur koloniala och postkoloniala system har format idéer om rättvisa och hur dessa system fortsätter att påverka fördelningen av makt och resurser globalt.
Postkolonial teori betonar att rättvisa inte bara handlar om resursfördelning inom enskilda stater, utan också om historisk upprättelse och erkännande av ojämlikheter som skapats genom kolonialt förtryck. Exempel på detta inkluderar krav på skuldavskrivning för utvecklingsländer, återbördande av kulturella artefakter och erkännande av kolonialismens långsiktiga sociala och ekonomiska effekter.

### Religiösa perspektiv
Många religiösa traditioner betonar vikten av rättvis fördelning av resurser och ansvar för samhällets mest utsatta.
I religiös lära har rättvisa ofta en moralisk och transcendental betydelse. Judendomen lyfter med tzedakah en skyldighet att handla rättvist och generöst gentemot andra, vilket kopplas till social rättvisa och ansvar gentemot de mindre bemedlade. Inom kristendomen är rättvisa en av de fyra kardinaldygderna som representerar grundläggande moraliska egenskaper och kopplas till idéer om barmhärtighet och gudomlig rättfärdighet. Islam ser rättvisa, adl, som en central princip i både individuell etik och samhällsstyrning, och betonar särskilt rättvis fördelning och framhåller förbud mot zulm, det vill säga förtryck, som grundläggande för rättvisa.. Dharmiska religioner, såsom hinduism och buddhism, knyter rättvisa till begreppen karma, som reglerar individens återverkningar av handlingar, och dharma, som beskriver de moraliska och etiska plikter som styr individens liv och handlingar. Individens handlingar påverkar således den rättvisa de möter i livet.
Juridiska och religiösa perspektiv erbjuder olika men kompletterande sätt att förstå rättvisa, från konkreta juridiska principer till transcendenta och etiska ramar för mänskligt handlande. Dessa perspektiv har format både teoretiska ramverk och praktiska tillämpningar i samhällen och kulturer över hela världen.
För religiösa perspektiv på retributiv rättvisa, se avsnittet om retributiv rättvisa.

## Retributiv rättvisa

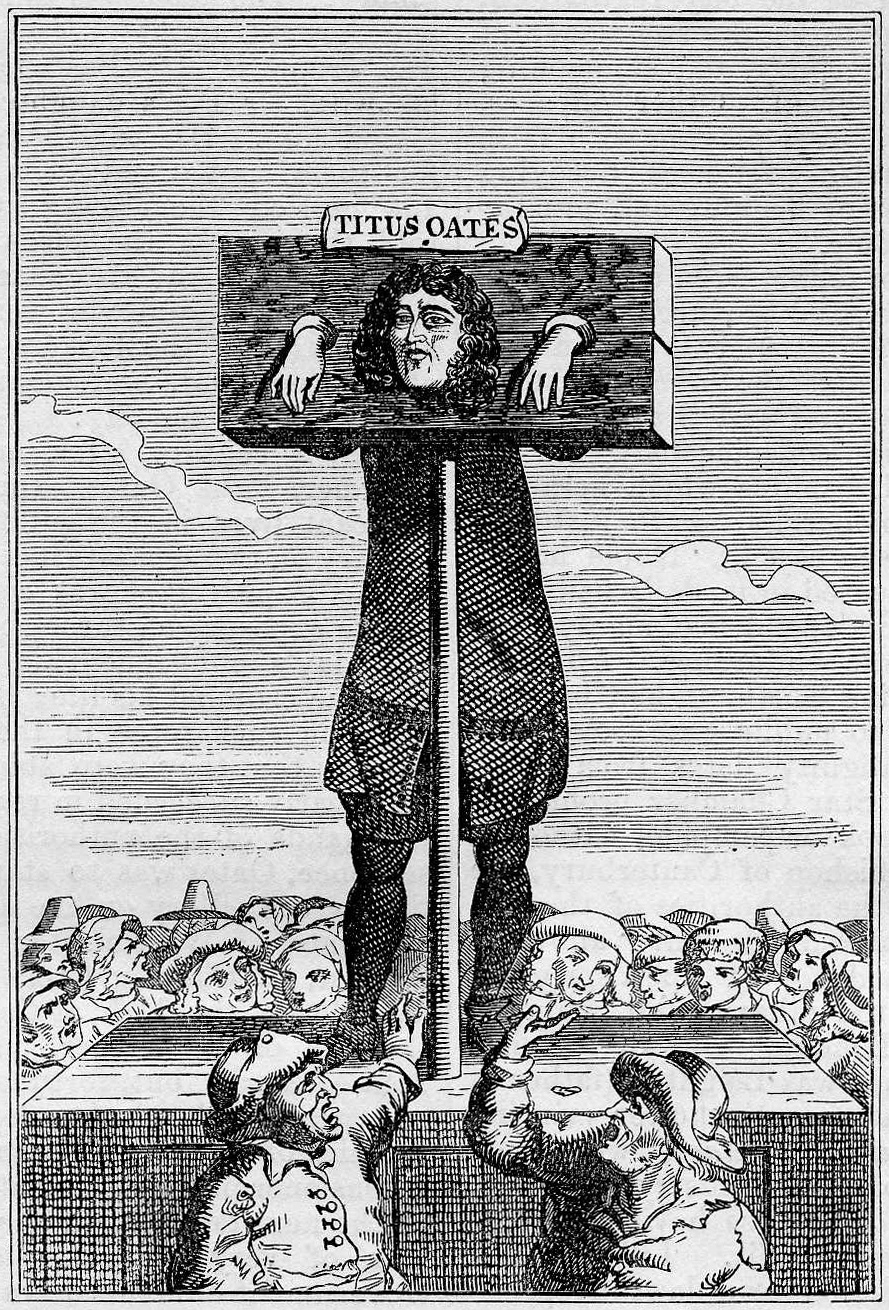
Skampåle var ett straffredskap som användes under medeltiden för att offentligt bestraffa och förnedra brottslingar.

Retributiv rättvisa handlar om att proportionerligt belöna eller bestraffa handlingar, med fokus på att upprätta balans mellan offer och förövare och utkräva ansvar. Denna form av rättvisa har historiska rötter i Aristoteles tankar om rättvisa, och vidareutvecklades av filosofer som Immanuel Kant, som betonade principen om straff som en moraliskt nödvändighet för att återställa rättvisa, baserat på individens handlingar. Retributiv rättvisa skiljer sig från ren hämnd genom att den utgår från handlingen och inte personen.

### Vedergällning som rättvisemekanism
En central idé inom retributiv rättvisa är vedergällning – tanken att den som bryter mot en moralisk eller juridisk norm bör mötas med en rättvis påföljd. Kant argumenterade för att straff inte bara är ett verktyg för att upprätthålla ordning i samhället, utan en moralisk nödvändighet. Straffet ska stå i proportion till brottet, vilket innebär att straffets storlek bör motsvara graden av skada eller kränkning som begåtts.
En klassisk formulering av vedergällning återfinns i principen om "öga för öga, tand för tand" (lex talionis), som syftar till att undvika överdrivna eller otillräckliga straff och därmed säkerställa en balanserad respons. Principen återfinns i antika rättssystem som Hammurabis lagar och Moseböckerna.

### Religiösa perspektiv på retributiv rättvisa
Religiösa rättssystem och moralfilosofier har genom historien utvecklat principer för proportionerligt straff och vedergällning, ofta med en transcendental dimension. Inom islam reglerar sharia straff för vissa allvarliga brott genom kategorier som hudud (gränsöverträdande brott) och qisas (vedergällning). Qisas bygger på principen om proportionellt straff, exempelvis "liv för liv". Straffets mål är inte bara att återställa balans i samhället utan också att uppfylla gudomlig rättvisa. Inom judendom och kristendom är lex talionis en viktig moralisk grund i Gamla testamentet, men senare tolkningar inom kristendomen har betonat förlåtelse över vedergällning. Inom hinduismen och buddhismen finns också aspekter av retributiv rättvisa, där begrepp som karma betonar att handlingar får proportionella konsekvenser, ofta över flera liv.

### Utilitaristiska perspektiv
I kontrast till vedergällning betonar utilitarismen straffets konsekvenser snarare än dess moraliska nödvändighet. Utilitarister som Jeremy Bentham menar att straff endast kan rättfärdigas om det leder till positiva utfall, såsom avskräckning, rehabilitering eller samhällsskydd. Från detta perspektiv är straffets primära funktion att minimera framtida brottslighet, snarare än att ge moralisk upprättelse.
Den utilitaristiska synen har lett till reformer i rättssystem som betonar rehabilitering och återanpassning av brottslingar snarare än straffets proportionalitet. Kritiker menar dock att detta riskerar att undergräva rättvisans roll som en oberoende moralisk princip.

### Modern tillämpning i rättssystem
Retributiv rättvisa fortsätter att vara en grundläggande del av många rättssystem, särskilt inom straffrätt. Religiösa och filosofiska traditioner har gett straffet en moralisk och transcendental dimension, medan moderna rättssystem ofta integrerar utilitaristiska inslag. Kombinationen av dessa perspektiv speglar hur olika rättviseideal kan samverka för att skapa både moralisk och praktisk legitimitet i hanteringen av brott och straff. Exempelvis kan straffets längd eller form delvis baseras på proportionalitet med brottet (retributiv rättvisa) samtidigt som det tar hänsyn till dess avskräckande eller rehabiliterande effekter (utilitaristisk rättvisa).

### Kritik
Retributiv rättvisa har kritiserats för att vara förankrad i en föråldrad vedergällningslogik. Kritiker som den franske filosofen Michel Foucault har hävdat att fokus på straff som proportionerlig vedergällning kan legitimera brutala straffsystem och bortse från orsakerna bakom brottslighet, såsom sociala och ekonomiska faktorer. Andra menar att vedergällning riskerar att bli ett självändamål snarare än ett medel för samhällelig stabilitet.

## Juridiska perspektiv på rättvisa

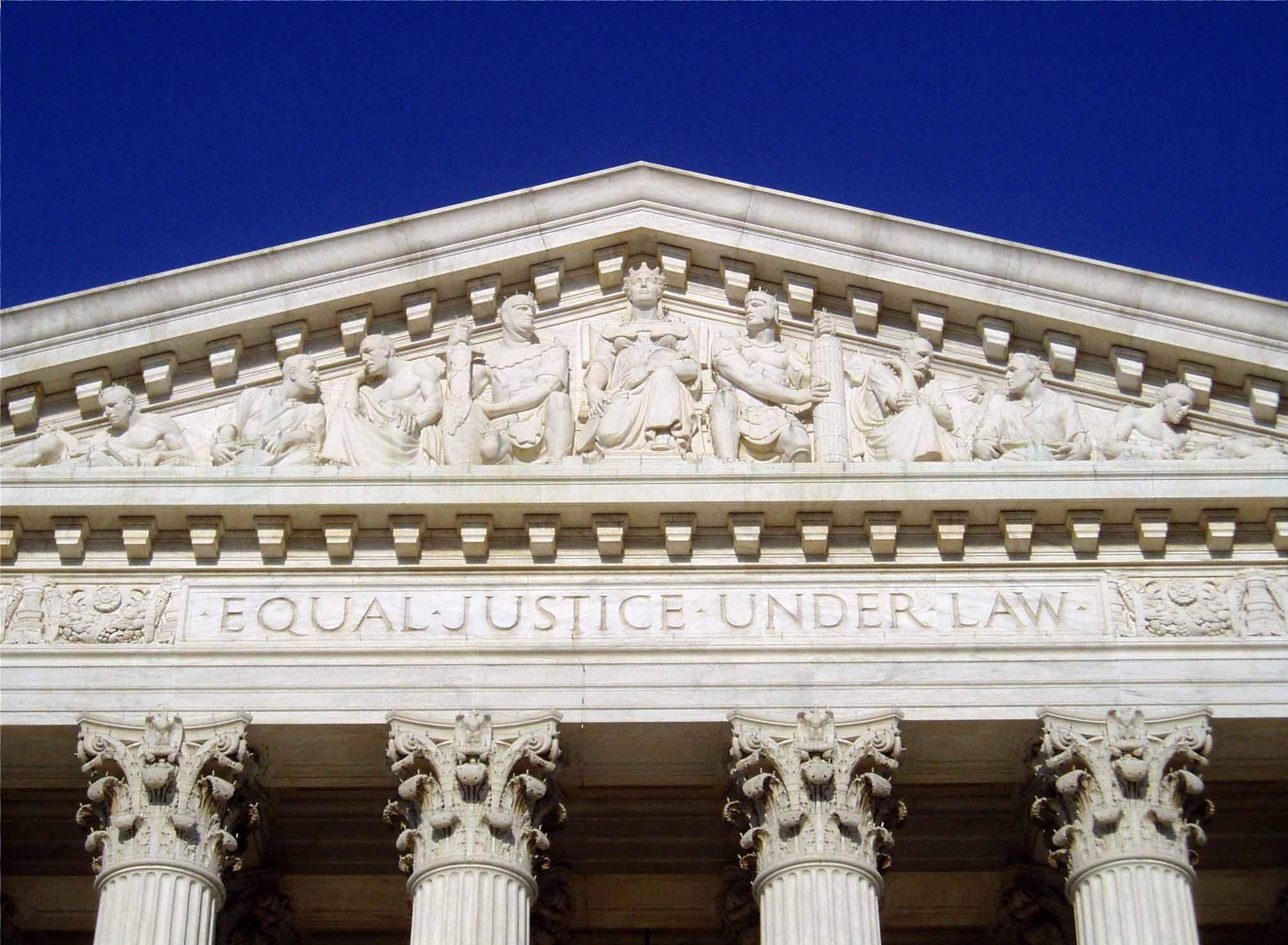
Inskriptionen på USA:s högsta domstol "Equal Justice Under Law" kan ungefär översättas som Lika rättvisa under lagen

Rättvisa i juridiken handlar om att upprätthålla en ordning där individens rättigheter respekteras och samhällskontraktet förverkligas. Redan den grekiske filosofen Aristoteles skilde på distributiv rättvisa, som reglerar fördelningen av resurser, och retributiv rättvisa, som handlar om att ge proportionerlig kompensation för skada eller brott.
I juridiska system är balansen mellan rättigheter och skyldigheter central för att säkerställa samhällsordningens stabilitet och rättvisa. Rättigheter, såsom yttrandefrihet och äganderätt, åtföljs av motsvarande skyldigheter, exempelvis att respektera andras rättigheter och följa lagar. Denna balans uttrycks i olika delar av rättsordningen: straffrätt upprätthåller skyldigheter genom att bestraffa lagöverträdelser, medan civilrätt fokuserar på att reglera relationer och upprätthålla avtal mellan individer för att bygga tillit mellan människor.
Moderna rättsstater bygger på principer om likabehandling, rättssäkerhet och opartiskhet, som exempelvis att alla ska stå lika inför lagen och att ingen ska dömas utan en rättvis prövning. Balans mellan rättigheter och skyldigheter återfinns till exempel i skatteplikt (en skyldighet) som möjliggör offentliga tjänster (en rättighet), och i medborgerliga rättigheter som kräver aktivt deltagande, såsom rätten att rösta kombinerad med skyldigheten att acceptera valresultat och därmed respektera demokratins funktion. Dessa principer genomsyrar både naturrättens idé om universella normer, som anses vara grundade i naturens, förnuftets eller en högre ordnings moral, samt rättspositivismens betoning på att rättvisa definieras av lagens formella utformning och tillämpning.

## Politisk rättvisa - frihet vs jämlikhet
Det finns ett stort antal olika uppfattningar om vad rättvisa innebär. Inom modern moralfilosofi tenderar demokrati att ha en betydande plats inom rättviseteorier, även om det råder delade meningar om vilket värde denna har. Enligt vissa förespråkare av den deliberativa demokratin har demokratin ett egenvärde, medan exempelvis utilitarister ger den ett sekundärt värde, nämligen som ett medel till att uppnå den största möjliga nyttan. Den i särklass mest betydande teorin om rättvisa i modern tid är den som filosofen John Rawls formulerade i sin En teori om rättvisa (1971). Rawls ger ett kontraktualistiskt försvar av sin teori, som i korthet går ut på att varje individ har ett antal okränkbara friheter och att sociala och ekonomiska ojämlikheter endast är rättfärdigade om de är till nytta för de sämst ställda i samhället. Några år efter publicerandet av Rawls bok utkom Robert Nozicks Anarki, stat och utopi (1974), som har spelat en viktig roll för den libertarianska traditionen. Socialister har tenderat att se upphävandet av klassamhället och det privata ägandet av produktionsmedlen som ett viktigt steg till, eller en förutsättning för, ett rättvist samhälle.
Distributiv rättvisa avser hur något – nyttigheter, pengar, etc. – fördelas i en viss population. Sven Ove Hansson definierar i ESO-rapporten "Rättvisa och effektivitet – en idéanalys" begreppet jämlikhet som "en lika fördelning som görs av rättviseskäl". I samma rapport pekar Sven Ove Hansson att rättvisebegreppet är politiskt kontroversiellt och skriver att den politiska striden mellan politisk vänster och höger till väsentlig del kan uppfattas som en strid om utrymmet för olika rättviseprinciper. Vänstern brukar framhålla jämlikhet som rättviseideal, medan högern brukar framhålla något som Sven Ove Hansson kallar för behålla-rättvisa. Han definierar behålla-rättvisa som att var och en skall ha rätt att behålla sådant som hon har fått eller skaffat sig på ett rättmätigt sätt. Inom politisk filosofi är dessa två rättvisebegrepp återkommande.
Skillnaden i politiskt ideologiskt rättviseideal mellan högern och vänstern framgår tydligt om man nedan jämför citatet från Folkpartiet med citatet från Socialdemokraterna i Sverige.
| ”                  | Skillnader som följer av människors fria val ska inte utjämnas av politiker | „ |
| – Folkpartiet 2013 |                                                                             |   |

| ”                         | Vi eftersträvar jämlika och rättvisa utfall... Makt, kapital och sociala förmåner ska inte koncentreras till några få, utan fördelas rättvist. | „ |
| – Socialdemokraterna 2021 | |   |

Vänstern har det jämlika och klasslösa samhället som ideal och verkar för att utjämna skillnader mellan olika grupper i samhället. Högern utgår däremot från att det finns av naturen givna skillnader som innebär att alla samhällen måste vara ojämlika.

## Social rättvisa
Begreppet social rättvisa har sina rötter i 1800-talet, där det växte fram som en reaktion på de sociala och ekonomiska ojämlikheter under den industriella revolutionen. Arbetarrörelsen spelade en central roll i att driva på förändringar, med fokus på bättre arbetsvillkor och rättigheter för de mest utsatta. Under 1900-talet vidareutvecklades konceptet genom medborgarrättsrörelser och global solidaritet, vilket lade grunden för moderna tolkningar av social rättvisa.
Social rättvisa är ett mångtydigt moralfilosofiskt och politiskt begrepp som främst associeras med egalitära perspektiv. Det innefattar främst olika uppfattningar om hur ett samhälles resurser, möjligheter, rättigheter, och förmåner rättvist kan, ska eller bör fördelas mellan samhällsmedlemmarna. Olika rättvisenormer kan ligga till grund för vad som avses med rättvis fördelning, såsom lika möjligheter, lika utfall eller fördelning efter behov. Social rättvisa handlar ofta om en strävan efter att alla individer och grupper i samhället ska ha lika rättigheter och möjligheter samt om att minska ojämlikheter och diskriminering. Social rättvisa implementeras genom initiativ som progressiva skattesystem, antidiskrimineringslagar och riktade program för att minska ekonomiska och sociala klyftor. Till exempel har positiv särbehandling inom utbildning och arbetsmarknad ofta använts för att öka representationen av historiskt marginaliserade grupper. Andra åtgärder inkluderar tillgång till universell sjukvård och subventionerade bostäder för att säkerställa lika möjligheter. En persons politiska uppfattning kan påverka om personen uppfattar social rättvisa stå i motsats till socialdarwinism och idén om den starkes rätt.
Ofta innefattar begreppet en syn på att orättvisor manifesteras i överordnade privilegierade grupper som förtrycker underordnade grupper. Begreppsmässigt är termen nära besläktad med jämlikhet, diskriminering, rasism, klasskamp, inkludering, mångfald, intersektionalitet, identitetspolitik och minoritetsrättigheter. Social rättvisa är också nära kopplad till hållbar utveckling, där rättvis resursfördelning och miljömässig hållbarhet är centrala teman. Exempelvis handlar global social rättvisa om att säkerställa att länder och befolkningsgrupper som är mest sårbara för klimatförändringar får det stöd och de resurser som krävs för att anpassa sig och utvecklas. Denna koppling betonas i internationella initiativ som FN:s Agenda 2030.
Enligt FN kan social rättvisa summeras som möjligheten för människor att nå sin fulla potential i det samhälle de lever i. FN beskriver social rättvisa som jämlikhet, att vi är alla är ansvariga för varandras välbefinnande, och att vi bör arbeta för att alla har lika möjligheter i livet.

### Politisk innebörd
Social rättvisa som koncept är föremål för debatt. Vissa anser att social rättvisa är avgörande för att skapa ett samhälle där alla individer har möjlighet att nå sin fulla potential. De ser ojämlik behandling av indivder som ett nödvändigt verktyg för att korrigera historiska och strukturella ojämlikheter och för att säkerställa att alla medborgare har tillgång till lika möjligheter och grundläggande rättigheter. Detta perspektiv är särskilt framträdande inom politisk vänster.
Andra kritiserar tillvägagångssättet med att använda ojämlik behandling för att uppnå social rättvisa. Kritiker hävdar att sådana metoder undergräver principer som individuell frihet, förtjänst och rättvisa baserad på likabehandling. Denna kritik kommer ofta från politisk höger och anhängare av klassisk liberalism
Strävan efter social rättvisa kan av vissa anses som central, medan andra kan prioritera andra politiska ideal ideal som marknadens frihet eller individens självbestämmande. Social rättvisa kan för vissa innebära ekonomisk jämlikhet och omfördelning av resurser, medan det för andra kan fokusera mer på lika möjligheter och rättigheter, oavsett ekonomiskt utfall. Det finns även de som betonar vikten av individuella friheter och personligt ansvar som en del av social rättvisa.

## Global rättvisa
Global rättvisa handlar om frågor och idéer om rättvisa och jämlikhet på global till skillnad från nationell nivå. Rättviseresonemangen utgår ofta från alla människor, det vill säga hela mänskligheten, och innefattar diskussioner om resurs- och maktfördelning, lika möjligheter och rättigheter, samt strukturer som upprätthåller globala ojämlikheter, men kan även utsträckas till djurs rättigheter och hållbar utveckling i stort.
Bland frågor som berörs av idéer om global rättvisa märks mänskliga rättigheter, fattigdomsbekämpning, klimatförändringar, miljöförstöring, vattenbrist, internationell rätt, flykting- och migrationsströmmar, och krigsbrott. Ibland hävdas att existerande maktstrukturer i det internationella systemet i sig själva utgör ett hinder för att uppnå global rättvisa.
Global rättvisa är central för många internationella initiativ såsom FN:s Agenda 2030 och dess mål för hållbar utveckling.

### Ideologisk rörelse
Global rättvisa är även namnet på en vänsterideologisk rörelse som utmanar nyliberal och marknadsdriven globalisering. Av dess belackare betecknas rörelsen som antiglobalisering. Rörelsen propagerar för det omedelbara behovet av förändring, särskilt i relation till klimatförändringar. Demokrati är ett centralt begrepp för den globala rättviserörelsen som ofta argumenterar för en mer inkluderande deltagardemokrati och demokratisk kontroll av finansiella marknader. Vidare betonas jämlik tillgång till resurser och möjligheter. Ofta finns ett fokus på att återupprätta rättvisa för sociala grupper som historiskt har marginaliserats, diskriminerats eller förtryckts. Även upprätthållande av universella mänskliga rättigheter, med ett särskilt fokus på sociala, ekonomiska och kulturella rättigheter för envar, är ett centralt tema för rörelsen. Slutligen propagerar rörelsen för global solidaritet och miljömässig såväl som socioekonomisk hållbarhet. Ett centralt tema i deras berättelse är att världen står inför eller befinner sig i ett flertal globala kriser, såsom klimatförändringar och vattenbrist, som orsakats av nyliberal globalisering och att marknadsdriven globalisering har resulterat i växande ojämlikhet. Exempel på rörelser som anses ingå i rörelsen för global rättvisa inkluderar Attac, Fridays for future, Extinction rebellion, internationella fackliga samorganisationen och World Fair Trade Organization